# Cyklon Phet
Cyklon Phet – tropikalny cyklon 4 kategorii, który nawiedził w dniach 30 maja - 6 czerwca 2010 obszar trzech azjatyckich państw: Omanu, Pakistanu oraz Indii. Komórka cyklonu zrodziła się nad Oceanem Indyjskim.
Cyklon nawiedził początkowo obszar Omanu, gdzie osiągnął moment kulminacyjny. Kolejno potem cyklon nawiedził obszar Pakistanu, a w końcowym momencie terytorium Indii, nad którymi zanikł. Na dzień 8 czerwca zginęły 44 osoby, wiele zostało pozbawionych prądu. Rekordowa prędkość wiatru w cyklonie została zarejestrowana w Omanie, gdzie wiatr osiągnął prędkość 230 km/h. Największa liczba opadów podana w milimetrach została odnotowana nad Morzem Arabskim, gdzie średnia ilość opadów wyniosła ponad 600 mm. Średnia opadów w cyklonie to około 150-200 mm. W Indiach główną przyczyną śmierci 4 osób były wyładowania atmosferyczne i 1 utonięcie, zaś nad Omanem silny wiatr. Szacunkowe szkody wywołane przez cyklon w Omanie wyniosły około 780 mln $.
Od 30 maja Indyjski Instytut Meteorologii (India Meteorological Department) i amerykański Joint Typhoon Warning Center (JTWC) informowały o formacji niskiego ciśnienia tworzącej się około 925 km na południowy wschód od Bombaju. 1 czerwca IMD poinformował o utworzeniu tropikalnego cyklonu i nadał mu nazwę Phet. Ustalono, że definitywnie uderzy on w środkowe wybrzeże Omanu. Podjęto decyzję o ewakuacji tamtejszych mieszkańców. Linie lotnicze Oman Air odwołały swoje regionalne loty, aby ze zwiększoną flotą wziąć udział w natychmiastowej ewakuacji wyspy Masira, która narażona była na silny atak cyklonu. W Omanie ewakuowano mieszkańców miasta Ras al-Hadd oraz część mieszkańców miast Sur i Kurajjat. Na Morzu Arabskim cyklon zmiótł około 170 kutrów rybackich.

## Ofiary cyklonu
| Kraj     | Ofiary śmiertelne |
| -------- | ----------------- |
| Oman     | 24                |
| Pakistan | 18                |
| Indie    | 5                 |
| Razem    | 47                |